# Simone Bittencourt de Oliveira
Pour les articles homonymes, voir Simone.
Simone Bittencourt de Oliveira, plus connue sous le diminutif Simone, est une des chanteuses brésiliennes les plus populaires. Elle est née le 25 décembre 1949 à Salvador, dans l'État de Bahia. Simone est la plus importante interprète de Ivan Lins.

## Biographie
Née prématurément au bout de huit mois, elle est la septième fille d'une famille de neuf enfants. Son père, Otto, voulait la nommer Natalina, mais sa mère Letícia, l'a baptisée Simone.

## Chansons les plus populaires
Começar de Novo, Jura Secreta, Medo de amar no. 2, O ronco da cuíca, Face a face, Cordilheiras, Bodas de Prata, Quem é você, De frente pro crime, Fantasia, Quatro paredes, Desgosto, Mar e lua, Novo tempo, Música música, Condenados, Encontros e Despedidas, A distância, Outra vez, Danadinho danado, Canta canta minha gente, Disritmia, Sangrando, Cantos do maculelê, Louvor a Chico Mendes, Será, Sou eu, Você é real, Voltei pro morro, Samba de Orly, Reis e rainhas do maracatu, Caçador de Mim, Sob medida, Maria Maria, Iolanda, Quem te viu quem te vê, Tô que tô, Tô Voltando, Gota d'água, Me deixas louca, Vida, Pão e Poesia, O Amanhã, Pra não dizer que não falei das flores, Disputa de Poder, Uma nova mulher, O que será, Loca, Procuro Olvidarte, Raios de Luz, Tudo por amor, Tudo bem, Alma, Corpo, Amor no coração, Codinome beija-flor, Ex-amor, Um Desejo só não Basta, Amor explícito, Então é Natal, Jesus Cristo, Lenha, Separação, É festa, Pedaço de mim, Desesperar jamais, Saindo de mim, Começaria tudo outra vez, Veneziana, Idade do céu, Matriz ou filial, Cofre de seda, Muito estranho, Então me diz, Existe um céu.

## Vente d´albums
- Simone (1972) - 5
- Quatro Paredes (1974) - 50
- Gota d'Água (1975) - 50
- Face a Face (1977) - 140
- Cigarra (1978) - 140
- Pedaços (1979) - 250
- Ao Vivo (1980) - 300
- Simone (1980) - 300
- Amar (1981) - 400
- Corpo e Alma (1982) - 700
- Delírios e Delícias (1983) - 300
- Desejos (1984) - 300
- Cristal (1985) - 500
- Amor e Paixão (1986) - 800
- Sedução (1988) - 250
- Simone (1989) - 250
- Raio de Luz (1991) - 100
- Simone Bittencourt de Oliveira (1995) - 300
- 25 de Dezembro (1995) - 1,2
- Café com Leite (1996) - 600
- 25 de diciembre (1996) - 2
- Brasil O Show (1997) - 100
- Loca (1998) - 100
- Fica Comigo Esta Noite (2000) - 100
- Seda Pura (2001) - 68
- Feminino (2002) - 53
- Baiana da Gema (2004) - 50
- Ao Vivo (2005) - 100
- Ao Vivo (2006) (DVD) - 25
- Total: 7.231.

## Chanson du feuilleton
- Um desejo só não basta (Corpo a Corpo) - Sony
- Pensamentos (Explode Coração) - Universal
- Íntimo (Uma Esperança no Ar) - Sony
- Naquela noite com Yoko (Brilhante) - Sony
- Quem é Você (A Próxima Vítima) - Sony
- É festa (Senhora do Destino) - Universal
- Sentimental demais (Laços de Família) - Universal
- Será (Perigosas Peruas) - Sony
- Desafio (Mulheres de Areia) - Sony
- Apaixonada (Pantanal) - Sony
- Então Me Diz (Belíssima) - EMI
- Raios de Luz (De Corpo e Alma) - Sony
- Muito Estranho (Desejos de Mulher) - Universal
- Veneziana (A Lua me Disse) - EMI
- Seu Corpo (Sassaricando) - Sony
- Loca-Crazy (Torre de Babel) - Universal
- Tô Que Tô (Sol de Verão) - Sony
- Anjo de Mim (Anjo de Mim) - Sony
- Em Flor (Roda de Fogo) - Sony
- Amor explícito (Corpo Santo) - Sony
- Carta Marcada (Araponga) - Sony
- Beija, Me Beija, Me Beija (O Amor Está no Ar) - Universal
- Uma Nova Mulher (Tieta) - Sony
- Sob Medida (Os Gigantes) - EMI
- Saindo de Mim (Chega Mais) - EMI
- Medo de Amar nº 2 (Sinal de Alerta) - EMI
- Povo da Raça Brasil (Terras do Sem Fim) - EMI
- Mulher da Vida (Champagne) - Sony
- O Tempo Não Pára (O Salvador da Pátria) - Sony
- Começar de Novo (Malu Mulher) - EMI
- A Outra (Roque Santeiro) - Sony
- Desesperar jamais (Água Viva) - EMI
- Face a Face (O Pulo do Gato) - EMI
- Valsa do Desejo (Força de um Desejo) - Universal
- Mundo Delirante (Elas por Elas) - Sony
- Vento nordeste (Pé de Vento) - EMI
- Existe um céu (Paraíso Tropical) - EMI
- Jura secreta (O Profeta e Memórias de Amor) - EMI
- Cigarra (Cara a Cara) - EMI'
- Ela disse-me assim (Os Imigrantes - Terceira Geração) - EMI
- Então vale a pena (Salário mínimo) - EMI
- O que será (Dona Flor e Seus Dois Maridos) - EMI
- Enrosco (Paixões Proibidas) - EMI

## Œuvre musicale

### Odeon/EMI
- 1973 - Simone
- 1973 - Brasil Export
- 1973 - Expo Som 73 - ao vivo
- 1974 - Festa Brasil
- 1974 - Quatro Paredes
- 1975 - Gotas D'Água
- 1977 - Face a Face
- 1978 - Cigarra
- 1979 - Pedaços
- 1980 - Simone Ao Vivo no Canecão
- 1980 - Simone (Atrevida)

### Sony BMG / CBS
- 1981 - Amar
- 1982 - Corpo e Alma
- 1983 - Delírios e Delícias
- 1984 - Desejos
- 1985 - Cristal
- 1986 - Amor e Paixão
- 1987 - Vício
- 1988 - Sedução
- 1989 - Simone (Tudo por Amor)
- 1991 - Raio de Luz
- 1991 - Simone - Procuro Olvidarte (Espanhol)
- 1993 - Sou Eu
- 1993 - La Distancia (Espanhol)
- 1995 - Simone Bittencourt de Oliveira
- 1995 - Dos Enamoradas (Espanhol)

### Mercury (Polygram / Universal)
- 1995 - 25 de Dezembro
- 1996 - Café com Leite
- 1996 - 25 de diciembre (Espanhol)
- 1997 - Brasil, O Show - ao vivo
- 1998 - Loca (Espanhol)
- 2000 - Fica Comigo Esta Noite
- 2001 - Seda Pura
- 2002 - Feminino - ao vivo

### EMI
- 2004 - Baiana da Gema
- 2005 - Simone ao Vivo